# Carberry (Royaume-Uni)
Pour les articles homonymes, voir Carberry.
 (mars 2025).
Carberry est un village situé dans l'East Lothian, en Écosse (Royaume-Uni). Carberry est situé sur la route A6124 à un mile à l'est de Whitecraig, à deux miles au sud-est de Musselburgh et à deux miles au nord-est de Dalkeith.
Le 20 septembre 1745, Charles Edward Stuart part de Duddingston avec ses troupes et passe par Carberry pour rejoindre l'armée hanovrienne lors de la bataille de Prestonpans.

## Carberry Tower
Carberry Tower est une demeure historique du XVe siècle qui appartient à l'association caritative écossaise Gartmore House. Elle appartenait auparavant à la famille Elphinstone. La défunte Lady Elphinstone, sœur de la reine Elizabeth, a fait don du bâtiment à l'Église d'Écosse.

## Bataille de Carberry Hill
En juin 1567, Marie, reine d'Écosse, se rend à la confédération rebelle après la bataille de Carberry Hill, marquant le début de son emprisonnement qui durera vingt ans.
Un monument a été érigé sur le domaine des ducs de Buccleuch, avec la légende « MR 1567 À cet endroit, Marie, reine d'Écosse, après l'évasion de Bothwell, monta à cheval et se rendit aux seigneurs confédérés le 15 juin 1567 ».